# فهرست کشورهای بدون رودخانه

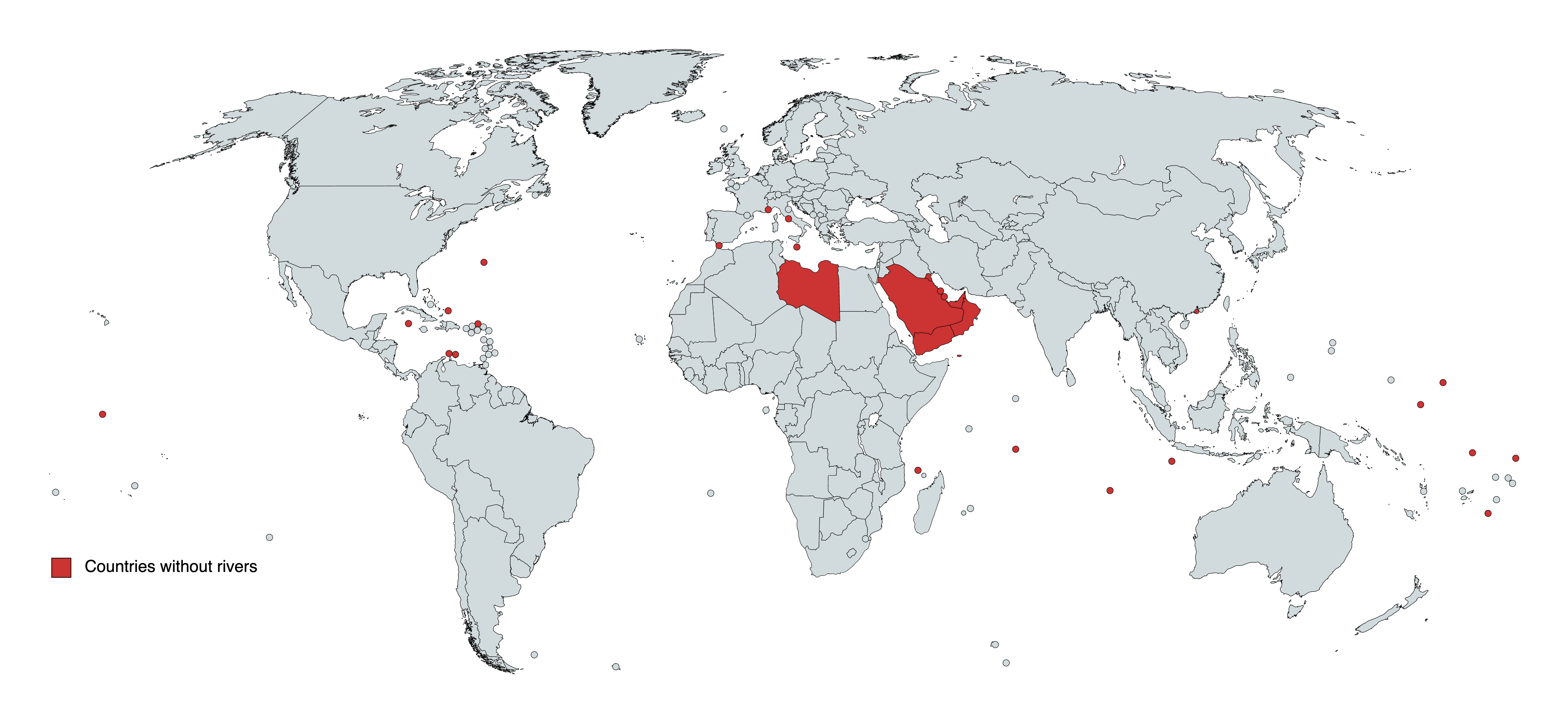
نقشه کشورهای بدون رودخانه

در حال حاضر ۲۰ کشور و ۲۲ منطقه وجود دارد که رودخانه طبیعی دائمی در آنها جریان ندارد، اگرچه برخی از آنها جویبار و یا جریان های آب فصلی مانند خشک‌رود (وادی) دارند. 
شبه جزیره عربستان بزرگترین منطقه فرعی جهان بدون هیچ رودخانه طبیعی دائمی است. کشورهای این منطقه فرعی در عوض خشک‌رود دارند.
منطقه ویژه اداری (چین) ماکائو هیچ رودخانه طبیعی دائمی دیگری به جز یک آبراهه کوچک دست ساز به نام کانال دوس پاتوس (鴨涌河) ندارد. به دلیل مسائل زیست محیطی، این کانال کوچک در حال حاضر توسط دولت محلی با خاک پر می شود. در نهایت این کانال کوچک نیز دیگر وجود نخواهد داشت.

## دولت های مستقل

### آفریقا
- جیبوتی
- لیبی

### آسیا
- بحرین[۲]
- کویت
- مالدیو[۳]
- عمان
- قطر
- عربستان سعودی[۴]
- امارات متحده عربی
- یمن

### اروپا
- مالت
- موناکو
- واتیکان

### اقیانوسیه
- کیریباتی[۵]
- جزایر مارشال[۶]
- نائورو[۷]
- تونگا
- تووالو[۸]

## کشورهای غیر مستقل و دیگر مناطق

### آسیا
- قلمرو اقیانوس هند بریتانیا
- ماکائو[۱]

### اروپا
- جبل طارق[۹]

### آمریکای شمالی
- آنگویلا[۱۰]
- آروبا
- برمودا[۱۱]
- بونیر
- جزایر کیمن[۱۲]
- کوراسائو
- سابا
- سنت بارثلمی
- سنت مارتین
- سینت یوستیشس
- سنت مارتین
- جزایر تورکس و کایکوس

### اقیانوسیه
- جزیره کریسمس
- جزایر کوکوس
- جزیره ایستر
- نیووی
- جزیره نورفک
- جزایر پیت‌کرن[۱۳]
- توکلائو

## همچنین ببینید
- لیست رودخانه ها

## مرجع
1. 1 2  臭水鴨涌河掃進歷史垃圾箱 – 青茂口岸 帶動景觀交通大變革 (به چینی)
2. ↑  Creative Media Applications, Inc. (2004), The Middle East: Bahrain, Cyprus, Egypt, vol. 1, Greenwood Press, p. 7, ISBN 0-313-32923-0.
3. ↑  Weightman, Barbara A. (2011), Dragons and Tigers: A Geography of South, East, and Southeast Asia (3 ed.), John Wiley & Sons, p. 266, ISBN 978-0-470-87628-2.
4. ↑  Oxford Business Group (2007), The Report: Emerging Saudi Arabia 2007, Oxford Business Group, p. 114, ISBN 978-1-902339-66-5 ("The Kingdom has no rivers, lakes or any permanent body of standing water...").
5. ↑  Lal, Brij V.; Fortune, Kate (2000), The Pacific Islands: An Encyclopedia, vol. 1, University of Hawaii Press, p. 582, ISBN 978-0-8248-2265-1.
6. ↑  Ridgell, Reilly (1995), Pacific Nations and Territories: the Islands of Micronesia, Melanesia, and Polynesia (3 ed.), Bess Press, p. 79, ISBN 1-57306-006-2.
7. ↑  (Ridgell 1995).
8. ↑  "Tuvalu", The World Factbook, Central Intelligence Agency, May 26, 2011, retrieved June 27, 2011.
9. ↑  (Green و Commonwealth Secretariat 2006).
10. ↑  Green, Richard; Commonwealth Secretariat (2006), The Commonwealth Yearbook 2006, Nexus Strategic Partnerships Ltd., p. 404, ISBN 978-0-9549629-4-4.
11. ↑  (Green و Commonwealth Secretariat 2006).
12. ↑  "Water Suppliers in the Cayman Islands – Water Authority Cayman". waterauthority.ky. Retrieved 13 April 2018.
13. ↑  National Geospatial-Intelligence Agency (2006), Pub. 120 Sailing Directions (Planning Guide) Pacific Ocean and Southeast Ocean (4 ed.), ProStar Publications, p. 307, ISBN 1-57785-663-5.